# Õhtuleht
L'Õhtuleht ("diari del vespre" en estonià) és el tabloide més gran d'Estònia. Es publica a Tallinn i està escrit en estonià.

## Història i perfil
L'Õhtuleht va ser fundat l'any 1944. El 3 de juliol de 2000 es va fusionar amb el tabloide Sõnumileht ("el missatger") per esdevenir SL Õhtuleht. El 6 d’octubre de 2008, el nom es va escurçar novament a Õhtuleht.
El diari té una orientació política liberal-conservadora. És propietat d’Eesti Meedia, que també és propietària de Postimees i que, al seu torn, pertany al grup mediàtic noruec Schibsted i a Ekspress Grupp.
El diari també està disponible en línia. Inicialment, la versió digital era simplement una còpia del diari imprès, però ara s’està transformant en un flux de notícies en línia i un centre d’entreteniment amb aproximadament 150.000 usuaris.